# Jullye Giliberti
Jullye Kayherine Giliberti Cevedo (sinh ngày 23 tháng 4 năm 1976 tại Caracas, Venezuela) là một nữ diễn viên người Venezuela nổi tiếng với vai diễn trong phim truyền hình. Cô đã xuất hiện trong một số loạt, bao gồm La Ley del silencio, Amores de mercado và Prisionera. Cô đóng vai Julia Arismendi đáng yêu trong Telemundo Dame Chocolate.
Giliberti được ký hợp đồng đóng một trong bốn vai trò tiêu đề tại Las Brujas de South Beach sắp tới của Telemundo.

## Telenovelas
- (2011) Amar de Nuevo... Rosilda
- (2009) Si me miran tus ojos
- (2007) Dame Chocolate... Julia Arismendi
- (2006) Amores de mercado... Cristina Moreno
- (2005) La ley del silencio... Magdalena Aguirre
- (2004) Prisionera... Ignacia 'Nacha' Vergara

## Cuộc sống cá nhân
Cô đã kết hôn một lần. Cô đã hẹn hò với nhà báo người Mexico Fernando del Rincón từ năm 2011 và năm 2014, anh bày tỏ kế hoạch kết hôn với cô. Ngày 19 tháng 4 năm 2014 họ kết hôn và đang sống hạnh phúc ở Miami cùng với hai chú chó của họ.